# Гійом Сансон

Мапа «Україна, або Країна козаків» (Vkraine ou Pays des Cosaques)

Гійом Сансон (фр. Guillaume Sanson; 1633—1703) — французький картограф, син картографа Ніколи Сансона. Народився в Парижі. Після смерті батька в липні 1667 року, Гійом разом зі своїм братом Андре, продовжили справу батька. Отримав титул королівського географа («geographe ordinaire du Roy»), перевидавав деякі карти й атласи батька, значно доповнюючи їх зміст новими географічними даними. В основному знаний завдяки виданим картам Європи та Африки. Багато карт створив на базі власних даних і даних мап Гійома де Боплана. Серед мап України відома його робота «Vkraine ou Pays des Cosaques» («Україна, або Країна козаків»), видана у 1674 році.

## Карти України
1665 року Гійом Сансон видав мапу під назвою «Кіммерія, пізніше Європейська Скіфія або Мала Скіфія» (Cimmeria qua postea Scythia Europaea Seu Parua Scythia) де показано українські землі. Лівобережна та Південня Україна — Скіфія (Scythae), Північна Україна та Слобожанщина — Сарматія Європейська (Sarmatia Europaea)..
Використовуючи попередній досвід картографування українських земель та спираючись на нові дані, Гійом Сансон створив нову політичну карту України та сусідніх держав. Назва мапи: «La Russie Noire ou Polonoise qui Comprend les Provinces de la Russie Noire de Volhynie et de Polodie divisees en leurs Palatinats Vulgairement Connues sous le Nom D'Ukraine ou Pays Des Cosaques» (Мапа Чорної Руси, Волині, Поділля. Україна — держава козаків"). Скорочена назва карти лат. «Vkraine ou Pays des Cosaques» («Україна — країна козаків»). Перше видання цієї карти 1674 р. (Париж). 
На мапі позначено територію Західної України, як Russie Noire (Чорна Русь). Ця помилка буде виправлена лише в 1706 р. (вже після смерті Сансона) заміною Russie Noire на Russie Rouge (Червону Русь). Причина помилки полягає в тому, що картограф отримував знання та інформацію про території з усіх доступних джерел, зокрема, від мандрівників або дипломатів, які могли краще знати московську мову, ніж місцеву українську (русинську). У той час Західна Україна називалася, швидше, не Червоною Руссю, як це заведено вимовляти зараз, а на давньоукраїнський взірець, Чормной Руссю, з м'якою вимовою першого “о”. У словнику Даля можна легко відшукати давньоруське (українське) слово “чермний”, що означає темно-червоний, бурий. Отже, сплутати слово «чорний» і «чормний» з м'яким “о” дуже просто, особливо іноземцю. 
Фрагмент назви карти «Vkraine ou Pays des Cosaques» (Україна — держава козаків). Карта менш докладна, ніж мапа Гійома Боплана, зате в ній уточнено і територіальні пропорції, і назви багатьох населених пунктів. На карті добре показано ліси і шляхи. Карта неодноразово перевидавалася..
1692 р. Гійом Сансон видає ще одну карту де зображена територія України. Повна оригінальна назва карти: «Les Estats dela Couronne de Pologne, subdivises en leurs Palatinats, qui comprennent Le Royaume de Pologne, Le Grand Duche de Lithuanie, Le Duches de Prusse, Mazovie, Samogitie, Les Provinces de Volhynie, et de Podolie, ou est compris L'Ukraine ou Pays des Cosaques. Sur les memoires les plus Nouveaux 1692» («Землі Корони Польської, розділені на воєводства, які охоплюють Королівство Польське, Велике Князівство Литовське, князівства Пруссія, Мазовецьке, Самоготія, Провінції Волинь і Поділля входять в Україну або в Країну Козаків. На нових даних 1692 року». Гійом Сансон працював у партнерстві з Юбером Жайо (Hubert Jaillot), Ця карта була виготовлена на замовлення монсеньєра Луї де Фрасуа (1661—1711), дофіна і наслідного принца Франції, сина короля Людовика XIV з династії Бурбонів. Карта побачила світ у Парижі орієнтовно в 1692 р. Карта виготовлена на основі більш ранніх карт Нікола Сансона..

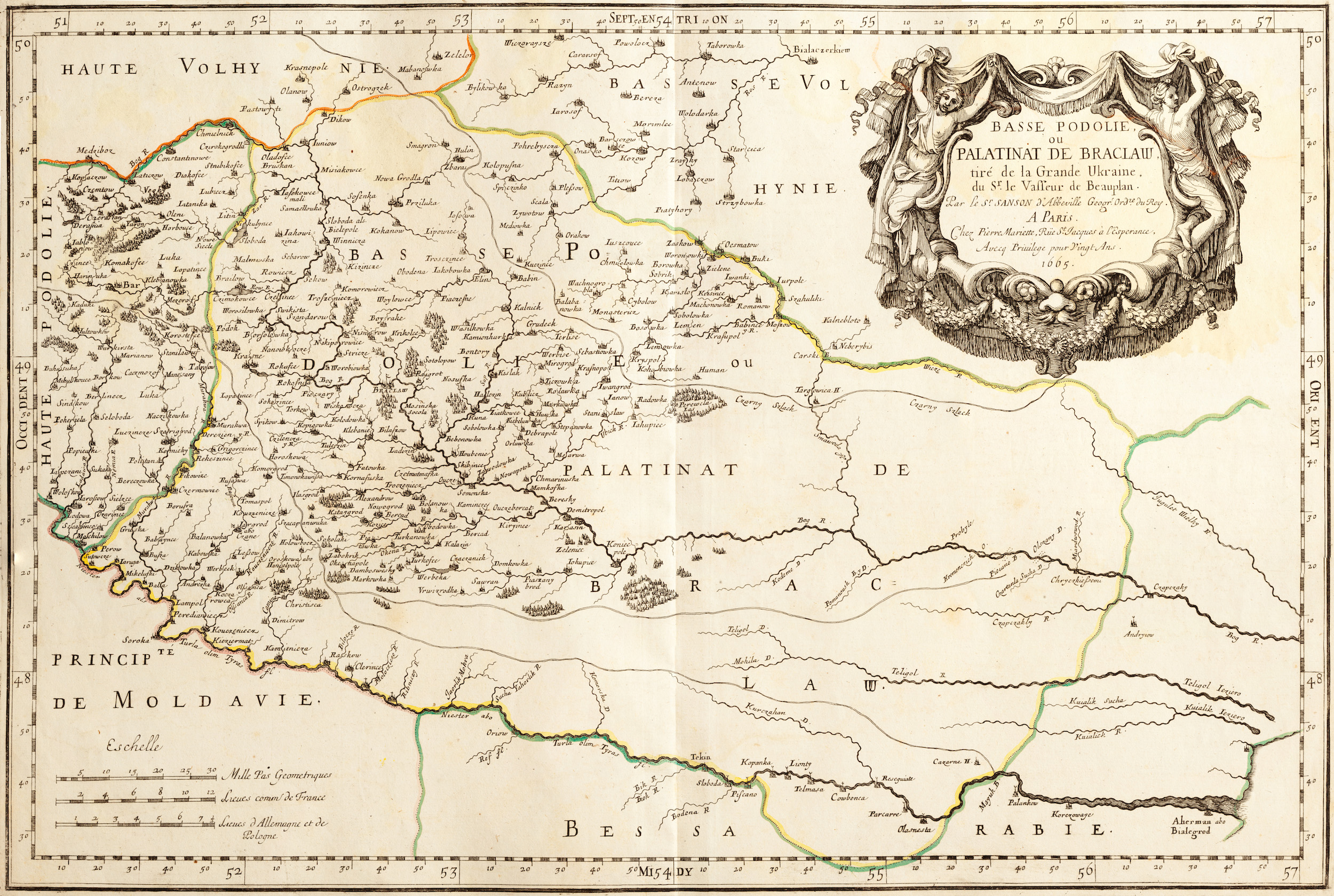
«Нижнє Поділля або Брацлавське воєводство...» (1665)
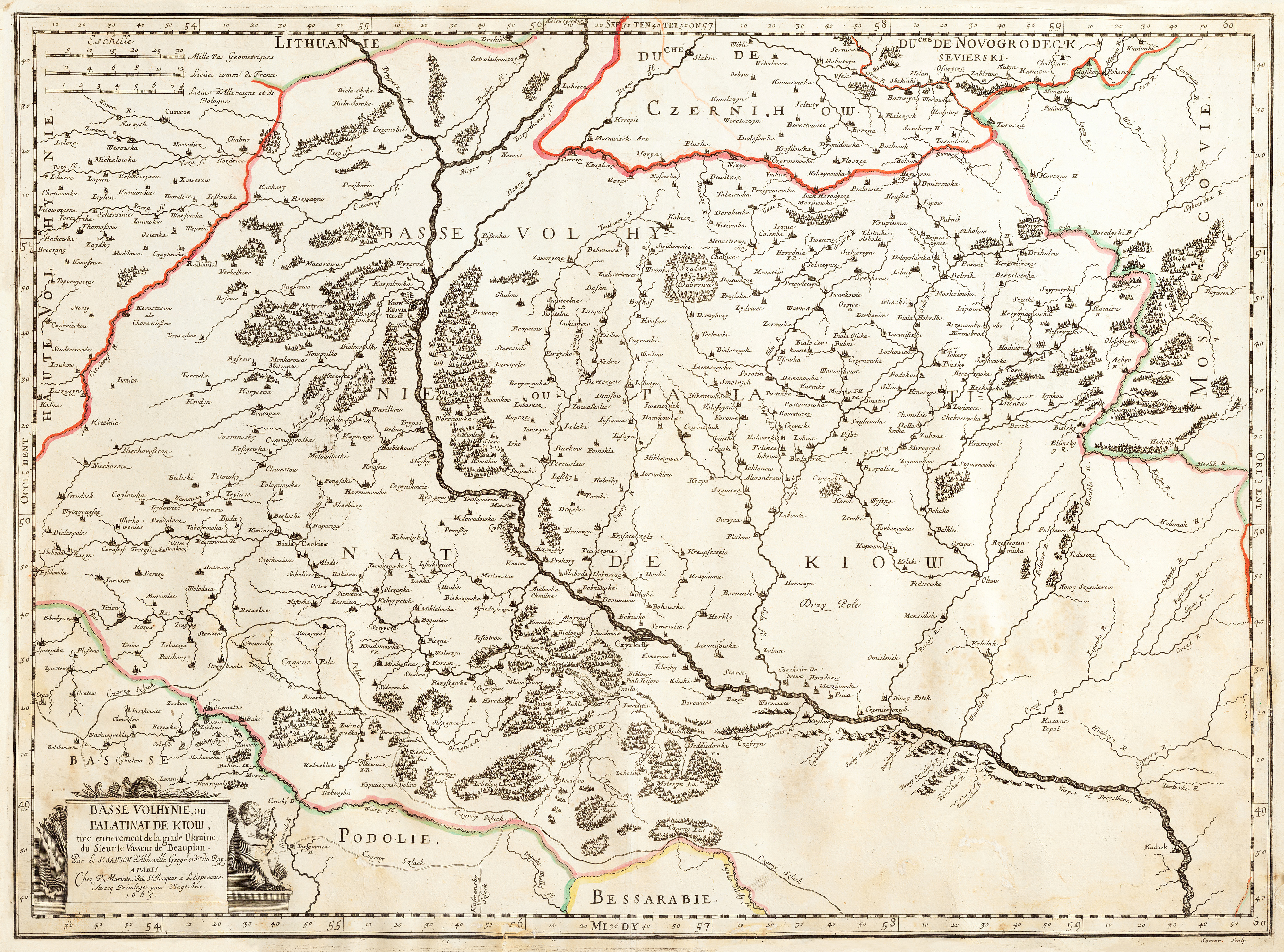
«Нижня Волинь або Київське воєводство...» (1665)
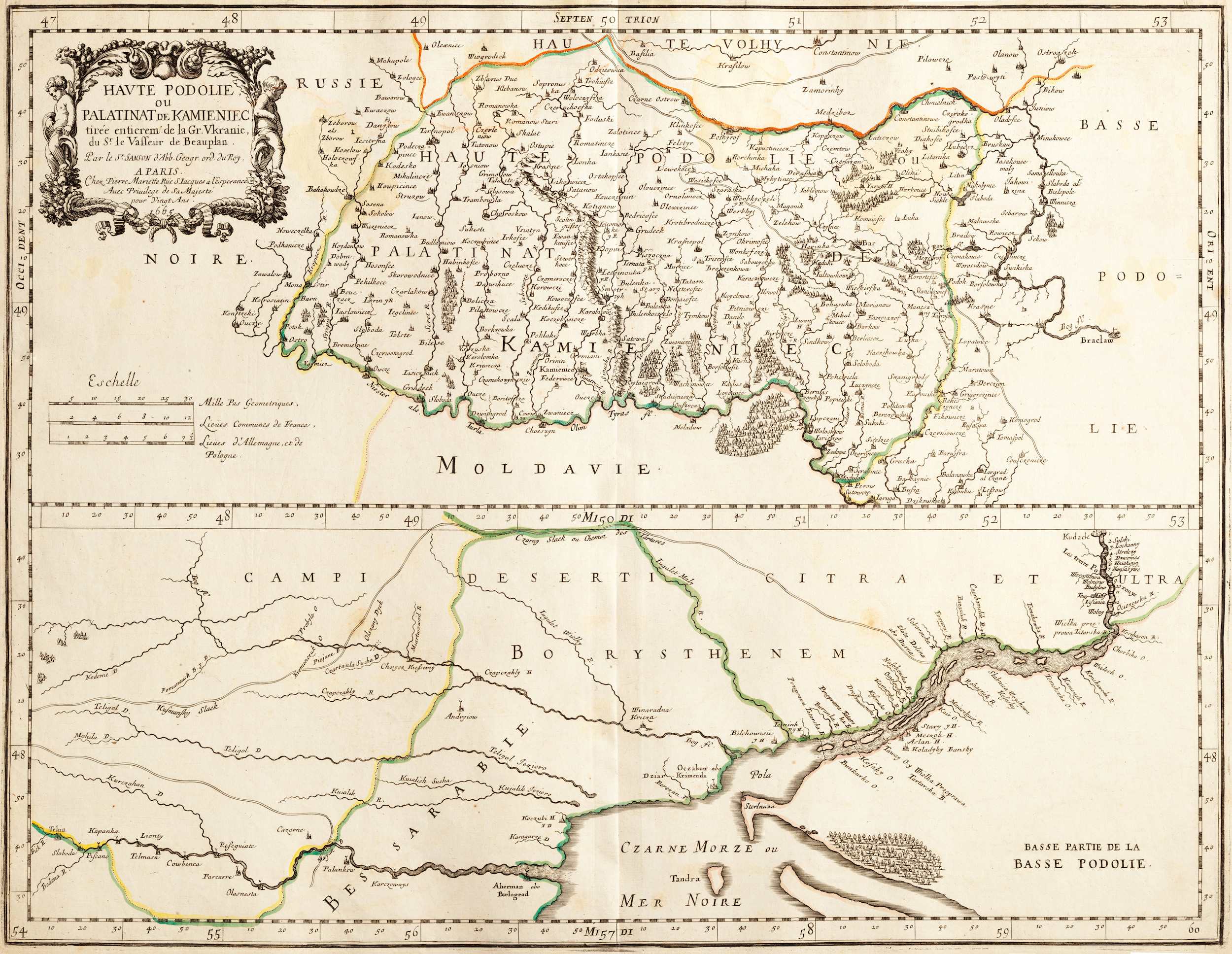
«Верхнє Поділля або Кам'янецьке воєводство...» (1665)
«Верхня Волинь, або Луцьке воєводство...» (1665)
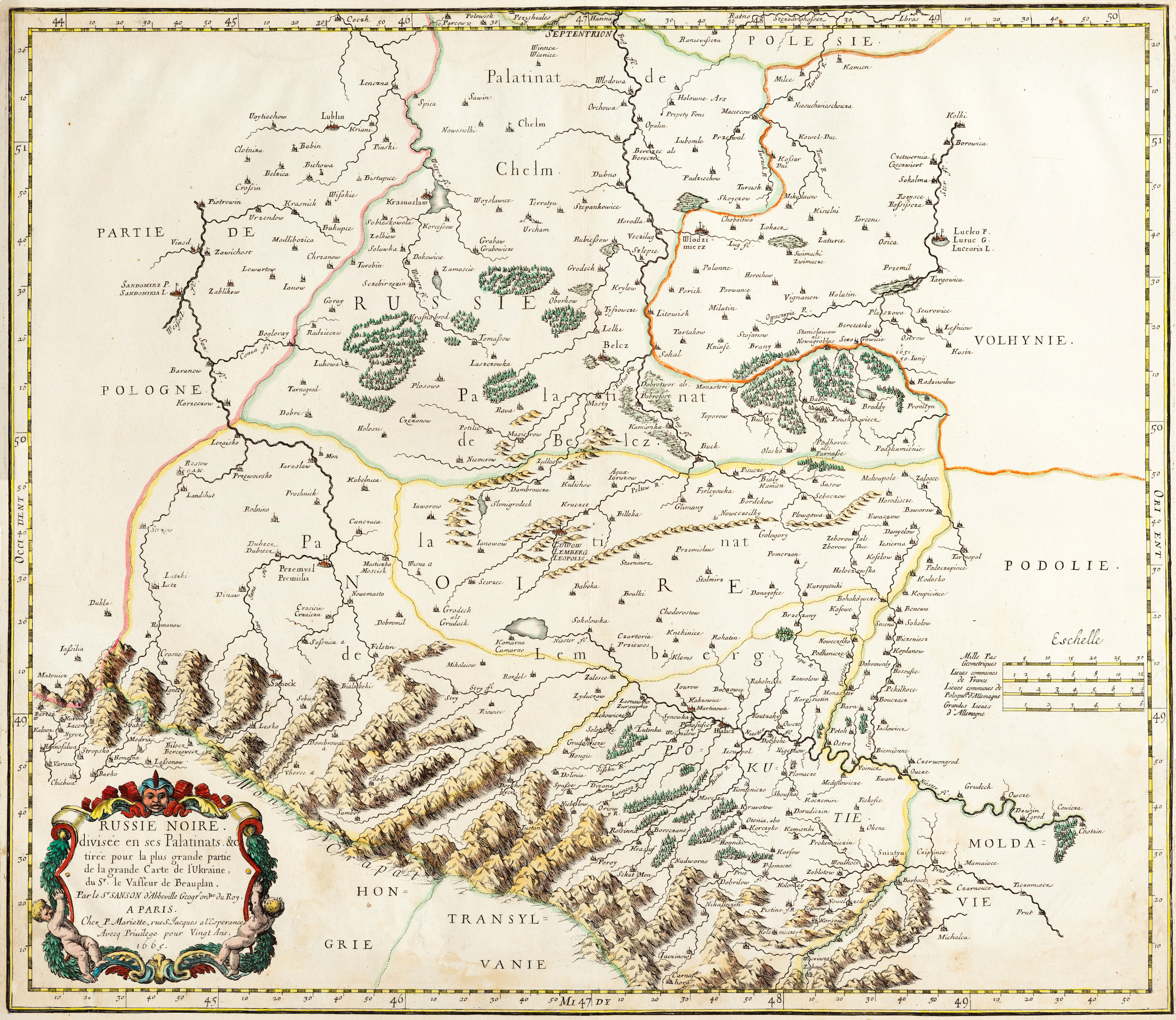
«Чорна Русь, поделена на повіти...» (1665)
«Європейська або Мала Татарія...» (1665)